# Schmalzgrube (Jöhstadt)
Schmalzgrube ist ein Ortsteil von Jöhstadt im Erzgebirgskreis. Er wurde am 1. März 1994 eingemeindet.

## Geografie

### Lage
Der Ort liegt am Kamm des Mittleren Erzgebirges in einer Talsenke an der Einmündung des von Jöhstadt kommenden Jöhstädter Schwarzwassers in die Preßnitz. Der Ort liegt ungefähr 4 km nordöstlich des Stadtkerns von Jöhstadt auf einer Höhe von 600 m ü. NN. Etwa einen Kilometer oberhalb von Schmalzgrube befindet sich im Preßnitztal ein Rad- und Wanderergrenzübergang zum benachbarten tschechischen Kryštofovy Hamry.

### Nachbarorte
| Grumbach | Steinbach                                   |         |
|          | Kompassrose, die auf Nachbargemeinden zeigt | Satzung |
| Jöhstadt | Kryštofovy Hamry                            |         |

## Geschichte

### Das Hammerwerk in Schmalzgrube

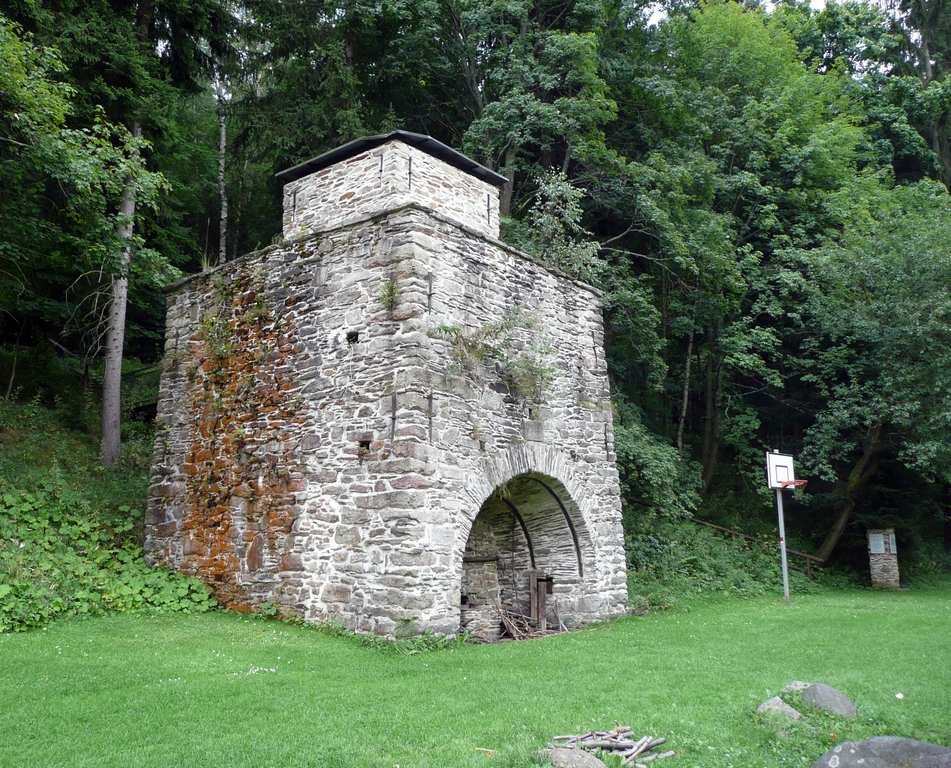
Historischer Hochofen in Schmalzgrube

Schmalzgrube ging aus einem erzgebirgischen Hammerwerk hervor, das 1550 im Amtserbbuch des Amtes Wolkenstein erstmals urkundlich nachgewiesen ist und zu diesem Zeitpunkt dem Gregor Weinolt gehörte. Dem Annaberger Bürger Andreas Müller wurden 1559 drei alte Schlackenhaufen verliehen und zugleich die Konzession erteilt, ein kleines Pochwerk und eine Hütte mit Ofen anlegen zu dürfen. Nach der Zerstörung des Werks im Dreißigjährigen Krieg wurde der Standort 1656 von Gottfried Rubner erworben, der am 17. September 1659 mit der Erlaubnis zum Errichten eines Hochofens sowie eines Blechhammers nebst Zinnhaus privilegiert wurde. Zudem wurde ihm das Brau-, Mahl- und Backrecht verliehen. In der Hammerordnung for die Blech-Hammer-Wercke in denen Aemtern Schwartzenberg, Wolcken- und Lauterstein des Kurfürsten Johann Georg II. vom 26. März 1660 ist in Punkt 26 festgelegt, dass die Gottfried Rübner erteilte Genehmigung für die Blechherstellung und -verzinnung wegen der damaligen großen Absatzprobleme der erzgebirgischen Bleche erst nach einem Jahr in Kraft tritt. Das Hammerwerk blieb noch einige Zeit im Besitz seiner Nachfahren, gelangte dann an die Familie von Berbisdorf und wurde schließlich 1739 vom Großpöhlaer Erbrichter Christoph Carl Pistorius in öffentlicher Subhastation erstanden. Ihm wurde 1740 bei einer angedrohten Strafe von 5 Thalern untersagt, den Anteil des Eisensteins aus böhmischen Eisensteingruben nicht über ein Drittel seiner Produktion steigen zu lassen. Von seinem Sohn Carl August Pistorius wurde 1766 das noch bestehende Hammerherrenhaus mit Mansarddach und Dachreiter errichtet. Seit 1773 war Hans August von Elterlein Besitzer von Mittelschmiedeberg, Oberschmiedeberg und Schmalzgrube. In dem wirtschaftlich schwierig Jahrzehnt der 1810er, in dem das Hammerwerk teilweise stillstand, wurden einige Anstrengungen unternommen, um mit technischen Neuerungen den Betrieb aufrechtzuerhalten. So wurde der Hochofen neu errichtet oder renoviert, wovon eine Tafel „HAvEE 1819“ (Hans August von Elterleins Erben) erinnert. Die Eisenerzeugung wurde spätestens 1870 unter der Familie Salzer eingestellt.

### Entwicklung nach Beendigung der Eisenproduktion
Zum Gebäudeensemble des Hammerwerks gehörten neben dem erhalten Hammerherrenhaus und dem Hochofen noch ein Faktorhaus, eine Hammerschmiede, ein Kohlschuppen, ein Drahtwerk aus dem 19. Jahrhundert sowie eine Mühle nebst Bäckerei und Schankwirtschaft. Auf der sogenannten Blechwiese am nördlichen Ortsausgang standen die Gebäude des Blechhammers.
Der Hochofen, der sich einige Meter oberhalb des Herrenhauses befindet, gehört zu den wenigen erhaltenen historischen Hochöfen im Gebiet der Neuen Bundesländer. Vergleichbare Anlagen sind nur noch an den Standorten Brausenstein (erhaltener Hochofen von 1693), Peitz (erhaltener Hochofen von 1809), Morgenröthe-Rautenkranz (erhaltener Hochofen von 1820/22) und Schmalkalden (Neue Hütte) (erhaltener Hochofen von 1835) vorhanden. Der Hochofen Schmalzgrube wurde 1991/92 von Lothar Hering und Mitarbeitern des Christlichen Jugenddorfes restauriert. Das ehemalige Hammerwerk mit Hammerherrenhaus und Hochofen sind Teile des Montangebietes Jöhstadt, einer ausgewählten Stätte des UNESCO-Welterbe Montanregion Erzgebirge.

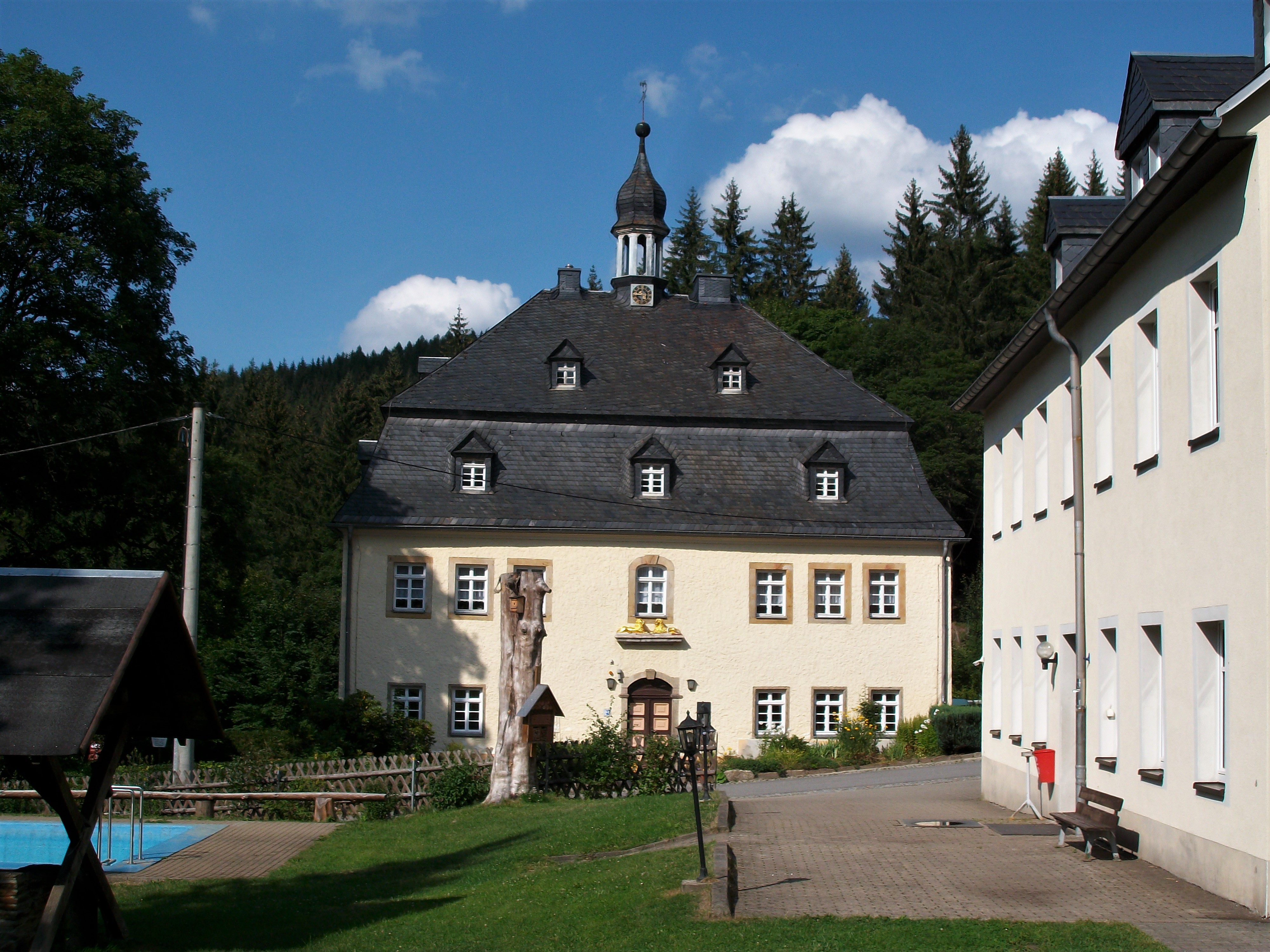
Hammerherrenhaus Schmalzgrube
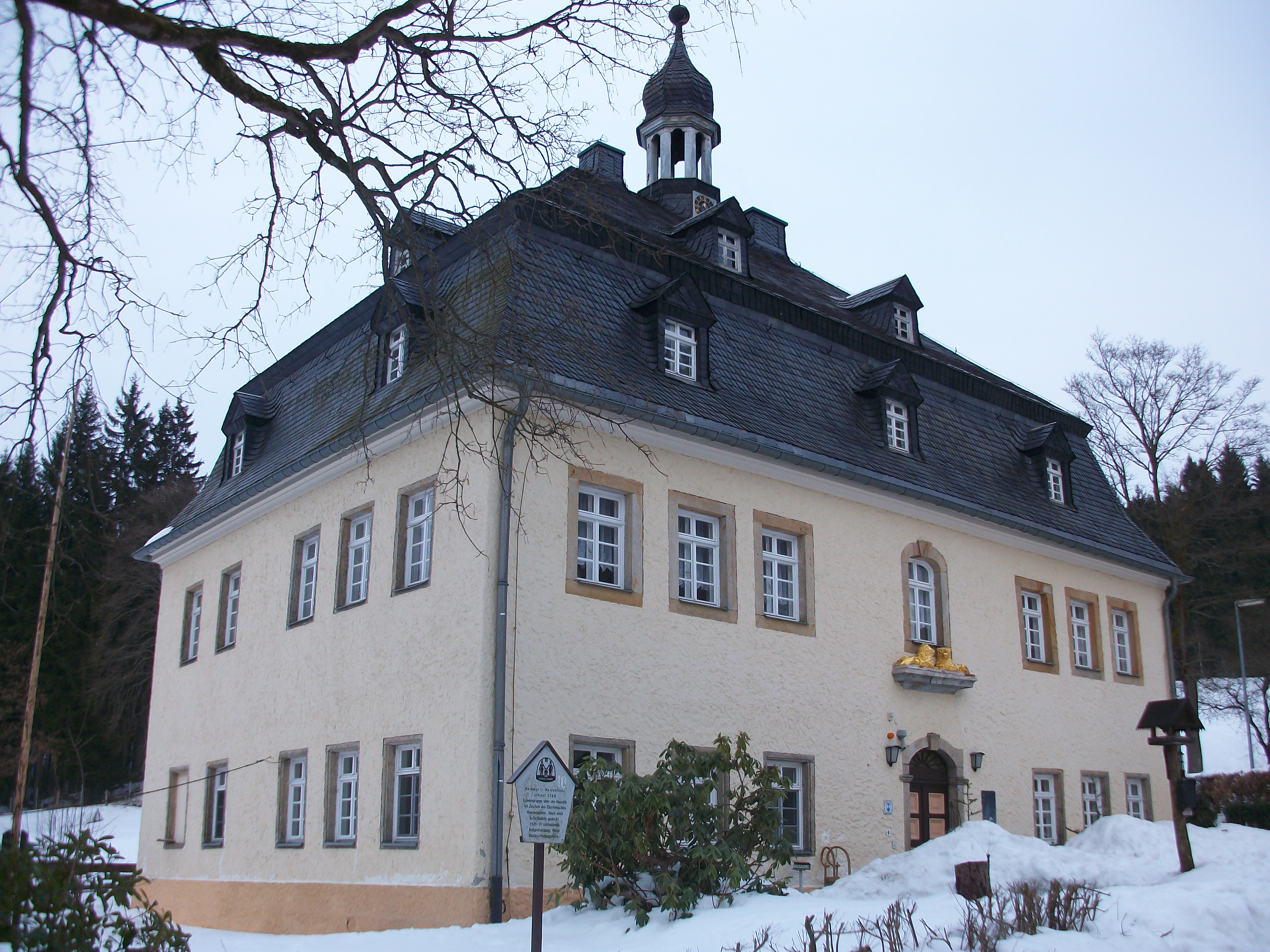
Hammerherrenhaus Schmalzgrube
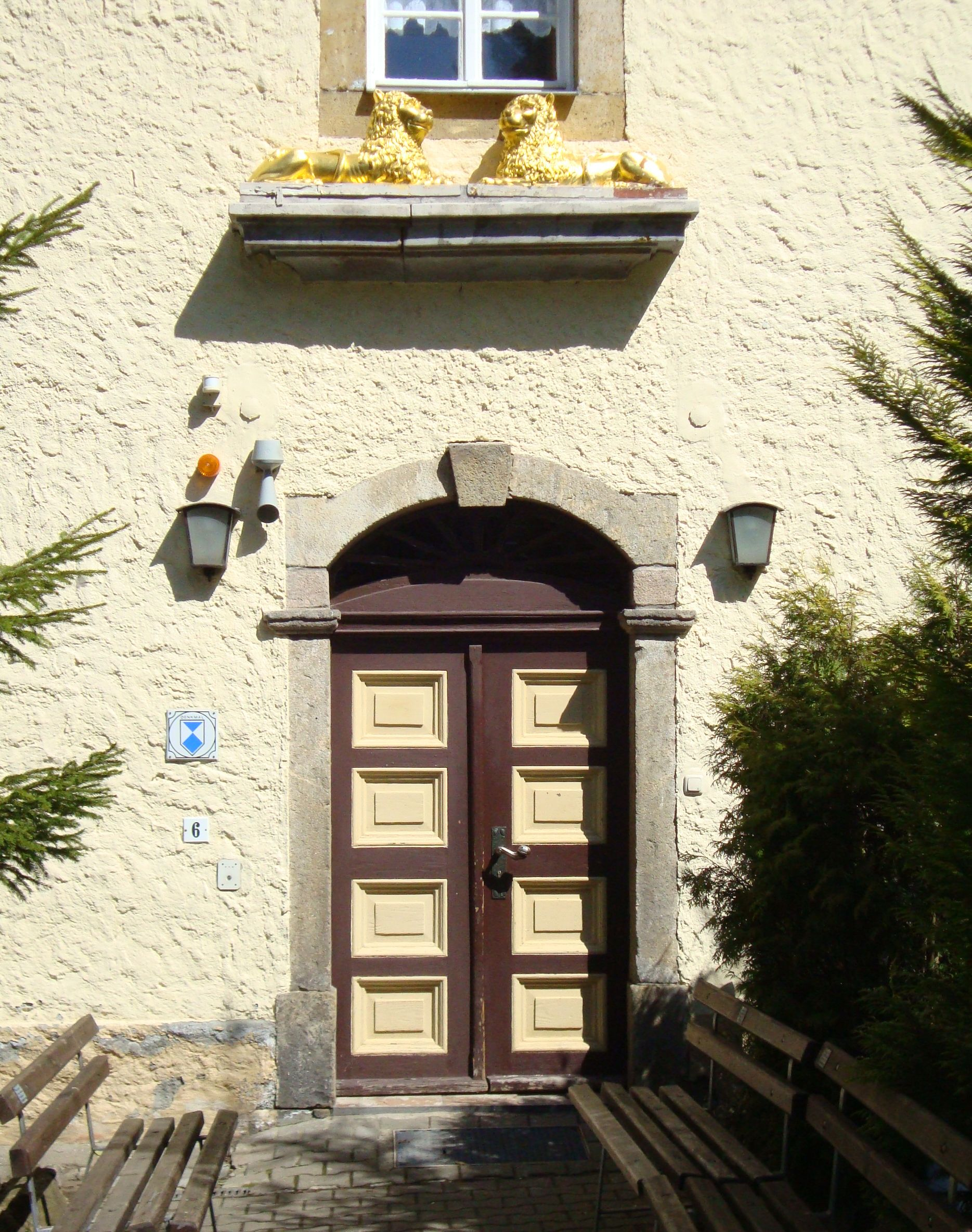
Eingangsbereich des Hammerherrenhauses
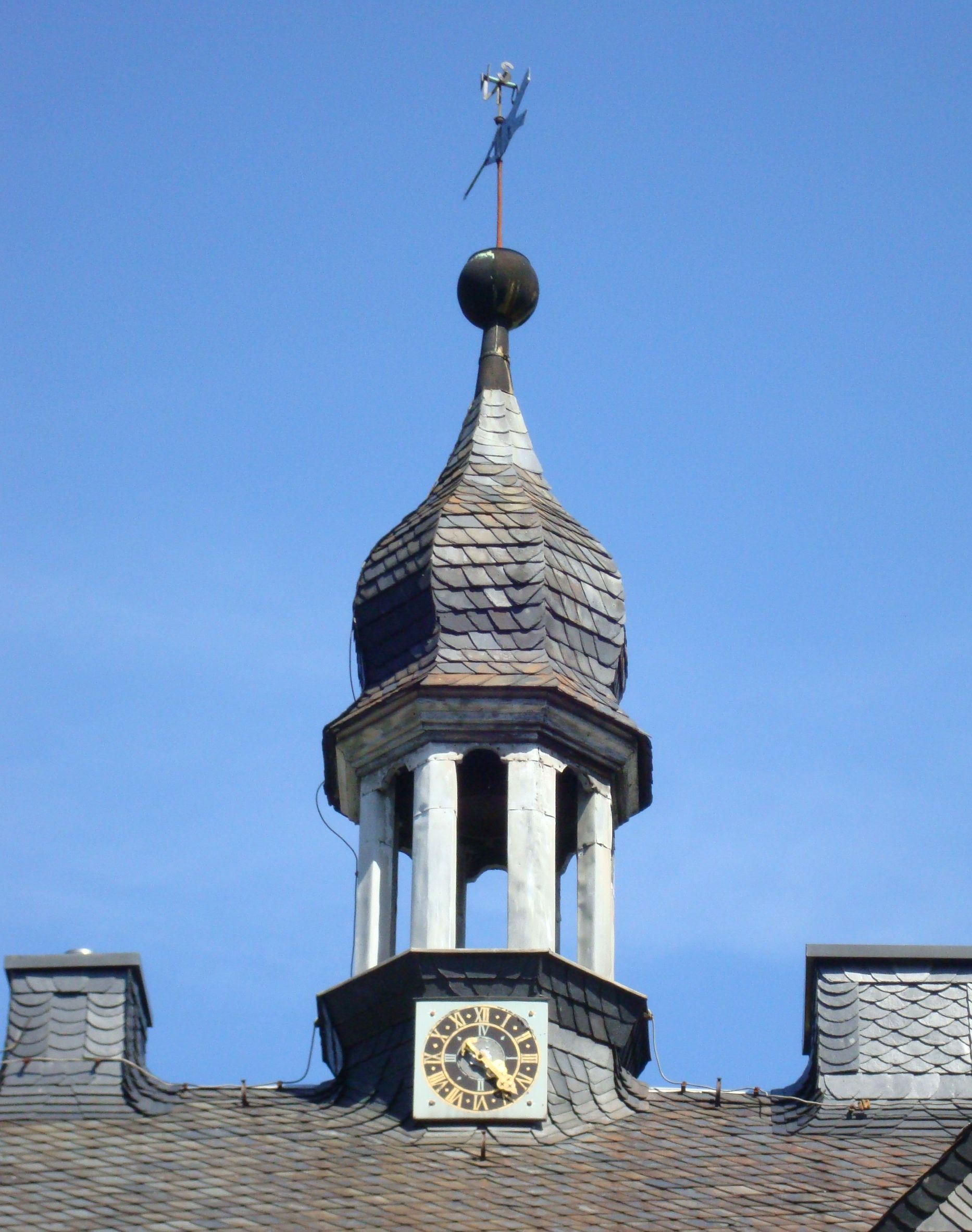
Dachreiter des Hammerherrenhauses

Um 1900 existierten fünf Brettmühlen im Ort, später wurden diese teilweise zu Zwirnereien und Pappenfabriken umgebaut. Nach 1945 waren der „VEB Holz- und Metallverarbeitung“, der „VEB Schrauben- und Formdrehteile“ und der „VEB Textilwerke Wedru, Werk IV“ die Hauptarbeitgeber im Ort in der DDR-Zeit.

### Geschichte des Orts Schmalzgrube
Schmalzgrube wurde in einer Grenzbeschreibung des Bergamtsreviers Annaberg im Jahr 1541 erstmals urkundlich erwähnt. Der Ort lag bis 1856 als Amtsdorf im kursächsischen bzw. königlich-sächsischen Amt Wolkenstein. Ab 1856 gehörte der Ort zum Gerichtsamt Jöhstadt und ab 1875 zur Amtshauptmannschaft Annaberg.
Durch die zweite Kreisreform in der DDR kam Schmalzgrube im Jahr 1952 zum Kreis Annaberg im Bezirk Chemnitz (1953 in Bezirk Karl-Marx-Stadt umbenannt), der ab 1990 als sächsischer Landkreis Annaberg fortgeführt wurde und 2008 im Erzgebirgskreis aufging. Am 1. März 1994 erfolgte die Eingemeindung nach Jöhstadt.

### Wappen
Das Ortswappen von Schmalzgrube zeigt den Hochofen des Orts, den der Hammerherr Gottfried Rubner im Jahr 1659 erbauen ließ und der 1819 erneuert wurde. Der schwarze Hochofen mit roten Flammen steht auf gelben Grund.

### Entwicklung der Einwohnerzahl
| Jahr | Einwohnerzahl                |
| ---- | ---------------------------- |
| 1789 | 6 besessene Mann, 39 Häusler |
| 1834 | 254                          |
| 1871 | 321                          |
| 1890 | 320                          |

| Jahr | Einwohnerzahl |
| ---- | ------------- |
| 1910 | 275           |
| 1925 | 360           |
| 1939 | 333           |
| 1946 | 489           |

| Jahr | Einwohnerzahl |
| ---- | ------------- |
| 1950 | 444           |
| 1964 | 334           |
| 1990 | 237           |

## Verkehrsanbindung

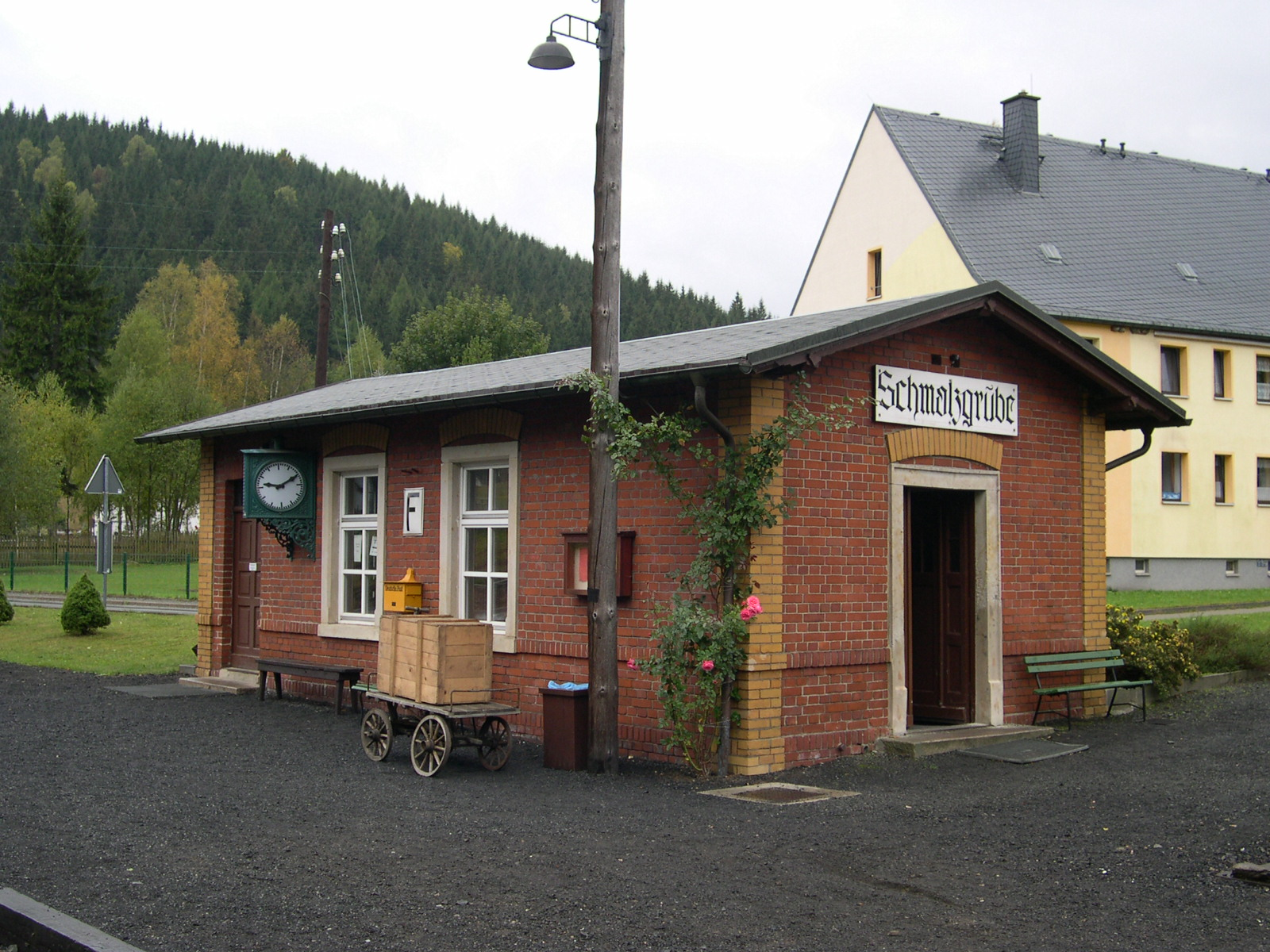
Rekonstruiertes Bahnhofsgebäude von Schmalzgrube der Schmalspurbahn Wolkenstein–Jöhstadt

Durch den Ort führt die Staatsstraße 264 von Steinbach nach Jöhstadt.
Von 1892 bis 1984 führte die Schmalspurbahn Wolkenstein–Jöhstadt durch den Ort. Nach der Einstellung der Strecke und dem Abbau der Gleisanlagen wurde auf dem Bahnhofsgelände eine Lagerhalle errichtet.
Seit 1995 ist Schmalzgrube durch den Aufbau der Museumsbahn Steinbach–Jöhstadt wieder Betriebsstelle der Eisenbahn, die Gleisanlagen wurden auf dem früheren Gleisplanum wieder originalgetreu errichtet. Heute ist Schmalzgrube der Betriebsmittelpunkt der Museumsbahn.

## Tourismus
Folgende Rad- und Wanderwege verlaufen durch den Ort:
- Die Etappe 7 des Kammwegs Erzgebirge-Vogtland von Satzung nach Bärenstein.[8]
- Der Annaberger Landring (Südring).[9]

Daneben haben zahlreiche Wanderwege, u. a. in den tschechischen Nachbarort Kryštofovy Hamry (Christophhammer), in Schmalzgrube ihren Ausgang. Wenige Kilometer von Schmalzgrube entfernt befindet sich auf tschechischer Seite die Sperrmauer der Talsperre Preßnitz.
Schmalzgrube war bis 2018 staatlich anerkannter Erholungsort.

## Persönlichkeiten
- Karl Friedrich Wilhelm Heyn (1789–1869), Landwirt und Politiker